# 阿伊莎·台木尔
阿伊莎·台木尔 (阿拉伯语：عائشة تيمور；命名：阿伊莎·伊斯玛特·阿尔-台木莉伊娅)(1840年-1902年)是埃及著名的女社会活动家、诗人和小说家。她为争取妇女权利而积极活动。

## 个人经历

### 早年生活
阿伊莎出生在一个书香门第，有一个研究员和小说家的兄弟-艾哈迈德·帕夏·台木尔；两个侄子：穆剧作家罕默德·台木尔和小说家马哈茂德·台木尔。
阿伊莎的父亲是库尔德后裔，并且是一名王室随员。他一直想为自己的女儿提供良好的教育。

### 家庭
阿伊莎结婚时才14岁，婚后离开她的丈夫到了伊斯坦布尔。但在他去世后，她又到了埃及。她哀悼她女儿的诗歌是近代风格中最好的。

## 诗歌
阿伊莎使用阿拉伯语、土耳其语和波斯语来写诗。

## 参阅资料
1. 1 2 3 4 5  阿伊莎·台木尔 的存檔，存档日期2012-03-21.在埃及国家信息服务